# The Philidorian
The Philidorian – angielski miesięcznik szachowy ukazujący się w Londynie od grudnia 1877 do maja 1878. Założycielem i redaktorem naczelnym był Walker George.